# Seán Doherty (1944–2005)
Seán Doherty (ur. 29 czerwca 1944 w Cootehall, zm. 7 czerwca 2005 w Letterkenny) – irlandzki polityk, deputowany, senator, w 1982 minister sprawiedliwości, w latach 1989–1992 przewodniczący Seanad Éireann.

## Życiorys
Od 1965 był policjantem w ramach Garda Síochána. Kształcił się w zakresie prawa na University College Dublin i w King’s Inns, nie kończąc jednak tych studiów. Zaangażował się w działalność polityczną w ramach Fianna Fáil. W 1973 przejął rodzinny biznes aukcyjny, a także zastąpił zmarłego ojca w radzie hrabstwa Roscommon. W 1977 po raz pierwszy został wybrany na deputowanego do Dáil Éireann. Z powodzeniem ubiegał się o poselską reelekcję w wyborach w 1981, lutym 1982, listopadzie 1982 i 1987.
Stał się bliskim współpracownikiem Charlesa Haugheya. Od marca 1980 do czerwca 1981 zajmował stanowisko ministra stanu w departamencie sprawiedliwości. Od marca do grudnia 1982 pełnił funkcję ministra sprawiedliwości w drugim rządzie lidera FF. Jego działania wzbudzały szereg kontrowersji. Podejrzewano, że miał ingerować w postępowanie wobec swojego szwagra, któremu zarzucano napaść na mężczyznę w pubie. W styczniu 1983 jego następca w ministerstwie Michael Noonan podał, że Seán Doherty zlecił podsłuch rozmów telefonicznych dziennikarzy politycznych. W 1989 utracił mandat poselski, bezskutecznie kandydował też do Parlamentu Europejskiego. W tym samym roku wszedł natomiast w skład Seanad Éireann z ramienia panelu administracyjnego. W listopadzie objął urząd przewodniczącego tej izby, zrezygnował z niego w styczniu 1992. W tymże miesiącu publicznie stwierdził, że zapoznał Charlesa Haugheya z transkrypcją nagranych rozmów z 1982, a ten nie miał do takiej praktyki zastrzeżeń. Sprawa ta przyczyniła się do odejścia w lutym 1992 lidera FF z funkcji premiera i stanowiska w partii.
Również w 1992 Seán Doherty powrócił do Dáil Éireann. Utrzymał mandat także w 1997, wykonując go do 2002. Po odejściu z polityki zajął się działalnością w branży budowlanej. Zmarł na skutek krwotoku śródmózgowego.